# Lijst van onderscheidingen van Bernhard van Lippe-Biesterfeld
In zijn jonge jaren was prins Bernhard der Nederlanden verzot op uniformen en onderscheidingen. Later gaf hij hier veel minder om en noemde hij ze "Banket-orden". Veel van zijn orden gaf hij in bruikleen aan het Museum van de Kanselarij van de Nederlandse Ridderorden op Het Loo.
De prins gaf er, bij de zeldzame gelegenheden dat hij zijn onderscheidingen nog droeg, de voorkeur aan om alleen zijn in de oorlog of in verband met de oorlog verkregen orden, kruisen en medailles te dragen.

## Voorschriften
Vanaf de Tweede Wereldoorlog heeft de prins de Nederlandse regels genegeerd en zijn onderscheidingen steeds op de "Engelse" wijze gedragen. In de Nederlandse krijgsmacht draagt men kruisen en medailles volgens voorschrift opgemaakt in de Pruisische trant.
Tijdens staatsbezoeken en op zijn vele reizen kreeg de prins tientallen onderscheidingen, andere onderscheidingen werden hem in Nederland toegekend. In totaal gaat het om zesennegentig onderscheidingen. Om ze allemaal als baton op zijn uniform te kunnen dragen droeg de prins jarenlang batons van de halve hoogte. Hij negeerde ook de Nederlandse voorschriften die stelden dat hij niet meer dan vier batons naast elkaar mocht dragen.
Op foto's is de prins te zien met veertien rijen batons waarbij soms vijf naast elkaar worden gedragen.
Prins Bernhard droeg in strijd met de bepalingen van het Voorschrift Ceremonieel Tenue zijn onderscheidingen nooit Pruisisch opgemaakt, zoals de Nederlandse traditie wil, maar in de Britse "hofstijl". Hij droeg ook het Bondskruis van de Bond van Nederlandse Oorlogs- en Dienstslachtoffers, terwijl dat niet is toegestaan.

## De onderscheidingen van prins Bernhard

### Nederlandse onderscheidingen
- Commandeur in de Militaire Willems-Orde
- Grootkruis in de Orde van de Nederlandse Leeuw
- Ridder in de Orde van de Gouden Leeuw van Nassau
- Grootkruis in de Huisorde van Oranje
- Vliegerkruis
- Oorlogsherinneringskruis met de gespen "Nederland Mei 1940" en "Oorlogsvluchten 1940-1945"
- Verzetsherdenkingskruis
- Onderscheidingsteken voor Langdurige Dienst als officier(Met het getal XXXV)
- De C.J. Snijders-medaille in goud
- Huwelijksmedaille 1937
- Inhuldigingsmedaille 1948
- Herinneringsmedaille 25-jarig huwelijk 1962
- Huwelijksmedaille 1966
- Inhuldigingsmedaille 1980
- Huwelijksmedaille 2002
- Kruis van Verdienste van het Nederlandse Rode Kruis
- De Gouden Medaille van de Koninklijke Nederlandse Vereniging "Onze Luchtmacht"
- De Medaille van de Koninklijke Nederlandsche Vereeniging voor Luchtvaart
- De Medaille voor Bijzondere Verdienste van de Koninklijke Nederlandse Vereniging "Onze Luchtmacht"
- Kruis van de Koninklijke Vereniging van Reserve Officieren voor de Militaire Prestatietocht.
- Zilveren Anjer van het Prins Bernhard Cultuur Fonds
- De Bronzen soldaat met het bijbehorende gouden erekoord
- Prins Mauritsmedaille van de Koninklijke Nederlandse Vereniging 'Ons Leger'

### Buitenlandse onderscheidingen
- Ridder in de Huisorde van Lippe
- Grootkruis (Chief Commander) in het Legioen van Verdienste van de Verenigde Staten van Amerika
- Grootkruis in de Orde van Verdienste van Argentinië
- Grootkruis in de Orde van de Bevrijder San Martin van Argentinië
- Grootlint in de Leopoldsorde met de Zwaarden van België
- Grootkruis in de Nationale Orde van het Zuiderkruis van Brazilië
- Grootkruis in de Orde Do Merito Aeronautico van Brazilië
- Grootkruis in de Orde Do Merito Naval van Brazilië
- Keten van de Orde van Verdienste van Chili
- Grootkruis in de Orde van de Gunstige Wolken van China
- Grootkruis der Eerste Klasse in de Orde van Boyacá van Colombia

- Grootkruis in de Orde van Sint Carlo van Colombia
- Grootkruis Bijzondere Klasse in de Orde van Verdienste van de Bondsrepubliek Duitsland

- Ridder in de Orde van de Olifant van Denemarken
- Grootkruis in de Orde van Verdienste Juan Pablo Duarte van de Dominicaanse Republiek
- Grootkruis Bijzondere Klasse in de Orde van Verdienste van Ecuador
- Militaire Onderscheiding "Abdon Calderon" Eerste Klasse (in goud) van Ecuador;
- Keten van de Orde van de Koningin van Sheba van Ethiopië
- Grootkruis in de Orde van het Zegel van Salomo van Ethiopië
- Grootkruis in de Orde van de Witte Roos van Finland
- Grootkruis in de Orde van de Legioen van Eer van Frankrijk
- Commandeur in de Orde van de Academische Palmen van Frankrijk

- Grootkruis in de Orde van de Verlosser van Griekenland
- Grootkruis in de Orde van Victoria van Groot-Brittannië
- Grootkruis in de Meest Eervolle Orde van het Bad (civiele divisie) van Groot-Brittannië
- Grootkruis in de Meest Excellente Orde van het Britse Rijk van Groot-Brittannië
- Erebaljuw Grootkruis in de Aloude Ridderlijke Orde van het hospitaal van St. Jan te Jeruzalem van Groot-Brittannië
- Grootkruis in de Orde van Mahaputera van Indonesië
- Grootkruis in de Orde van Pahlavi van Iran
- Grootkruis in de Orde van Verdienste van de Republiek Italië
- Grootkruis in de Nationale Orde van Ivoorkust
- Grootkruis in de Orde van de Ster van Joegoslavië
- Grootkruis in de Orde van de Ster van Karageorge van Zuid-Slavië
- Grootkruis in de Orde van Moed van Kameroen
- Grootlint in de Orde van de Ster van Afrika van Liberia

- Grootlint in de Orde van de Pioniers van Liberia
- Grootkruis in de Orde van de Eikenkroon van Luxemburg
- Erebaljuw Grootkruis in de Souvereine en Militaire Orde van Malta
- Grote Keten van de Orde van de Azteekse Adelaar van Mexico
- Grootkruis in de Orde van Ojaswi Rajanya van Nepal
- Grootkruis met Zilveren Ster in de Orde van Ruben Dario van Nicaragua
- Grootkruis in de Orde van Sint-Olaf van Noorwegen
- Grote Ster van het Ereteken voor Verdiensten van de Bondsrepubliek Oostenrijk
- Keten van de Nationale Orde van Verdienste van Paraguay
- Grootkruis met briljanten in de Orde van de Zon van Peru
- De Orde van Verdienste voor de Luchtvaart Eerste Klasse van Peru
- Grootkruis in de Orde van de 23e augustus van Roemenië
- Grootkruis in de Nationale Orde van de Leeuw van Senegal
- Grootkruis in de Orde van Karel III van Spanje
- Grootlint in de Ere-Orde van de Gele Ster van Suriname
- Ridder in de Huisorde van Chakry van Thailand

- Grootkruis in de Orde van de Onafhankelijkheid van Tunesië
- Grootkruis met Keten in de Orde van Pius van de Heilige Stoel
- Keten van de Orde van de Bevrijder van Venezuela
- Ridder in de Serafijnenorde van Zweden

- Oorlogskruis 1940 met palm van België
- Bronzen Ster (Verenigde Staten)
- Oorlogskruis met bronzen palm van Frankrijk
- Oorlogskruis 1939 van Tsjechoslovakije
- Oorlogskruis 1940 (IIIe klasse) van Griekenland
- Oorlogskruis 1940-1945 met palm van Luxemburg

- Frankrijk en Duitsland Ster van het Verenigd Koninkrijk

- Luchtvaartmedaille(Médaille de l'Aéronautique) van Frankrijk;
- Gouden Medaille van de Turkse Vereniging voor Luchtvaart Turkije
- Defensiemedaille van het Verenigd Koninkrijk
- Overwinningsmedaille (Victory-Medal) van de Verenigde Staten van Amerika;
- Herinneringsmedaille ter gelegenheid van de kroning van Hunne Majesteiten Koning George VI en Koningin Elizabeth van Groot-Brittannië
- Herinneringsmedaille ter gelegenheid van de kroning van H.M. Koningin Elizabeth II van Groot-Brittannië
- Herinneringsmedaille ter gelegenheid van het huwelijk van HH.KK.HH Prins Jean en Prinses Josephine-Charlotte van Luxemburg
- Herinneringsmedaille ter gelegenheid van het 25e Eeuwfeest van de Stichting van het Keizerrijk Iran
- Herinneringsmedaille ter gelegenheid van de XVe Olympiade te Helsinki Finland
- Herinneringsmedaille ter gelegenheid van de Olympische Ruiterwedstrijden te Stockholm Zweden

## De begrafenis van prins Bernhard

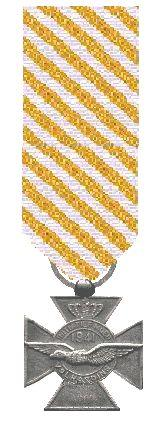
Vliegerskruis

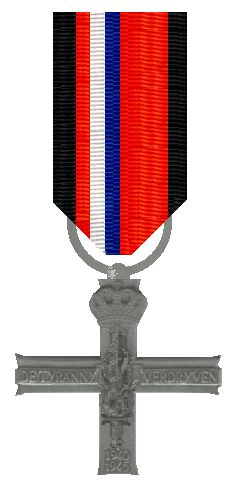
Verzets
herdenkingskruis

Toen prins Bernhard in Paleis Noordeinde in Den Haag werd opgebaard lagen voor zijn kist drie witte kussens.
Op het middelste kussen was de standaard van de prins, die koningin Wilhelmina hem in 1937 had toegekend, bevestigd.
Op het rechter kussen waren een commandeurskruis en een borstster van de Militaire Willems-Orde vastgemaakt. Het ging om twee in het jaar 2000 vervaardigde onderscheidingen, niet om de kruisen die door koningin Wilhelmina aan de prins waren uitgereikt en die door hem zo vaak op zijn uniformen en rokkostuums waren gespeld. De prins heeft deze twee nieuwe versierselen nooit gedragen.
Op het linkerkussen lagen onderscheidingen die de prins in de Tweede Wereldoorlog heeft verworven.
- De grote gouden keten is die van de Orde van het Britse Rijk die hem in 1945 door Koning George VI van het Verenigd Koninkrijk werd toegekend.

- De ster is de ster van een "Chief Commander" in het Amerikaanse Legioen van Verdienste. De ster werd hem in april 1952 door President Truman bij bevordering toegekend, maar de prins was al in juni 1943,[2] dus tijdens de oorlog, als Commander in deze Amerikaanse orde opgenomen.

- De twee rijen onderscheidingen aan linten waren stuk voor stuk op de Pruisische, en in Nederland voorgeschreven, wijze opgemaakt. Het lint was dus gevouwen en geplooid terwijl de prins zijn onderscheidingen om principiële redenen altijd op de Britse wijze heeft gedragen. Het gaat om de volgende elf onderscheidingen:
  - Het Vliegerkruis
  - Het Oorlogsherinneringskruis met de gespen "Nederland 1940" en "Nederland 1945"
  - Het Verzetsherdenkingskruis
  - De Bronzen Ster (Verenigde Staten)
  - Het Oorlogskruis 1940 met palm van België
  - Het Oorlogskruis met bronzen palm van Frankrijk
  - Het Oorlogskruis 1939 van Tsjechoslovakije
  - De Defensiemedaille van het Verenigd Koninkrijk
  - De Frankrijk en Duitsland Ster van het Verenigd Koninkrijk
  - Het Oorlogskruis 1940-1945 met palm van Luxemburg
  - Het Oorlogskruis 1940 (IIIe klasse) van Griekenland

De overige onderscheidingen ontbraken. Daaronder zijn Orde van de Nederlandse Leeuw, zijn Kruis voor Trouwe Dienst met het jaartal XXXV en zijn Nederlandse en Engelse Johanniterorden.
Ook het kruis van de Huisorde van Lippe - de prins was een prins van dat huis - en zijn Huisorde van Oranje ontbraken. Ook het kleinood van de Orde van de Gouden Ark, een door hemzelf ingestelde onderscheiding, waarvan hij Grootmeester was, ontbrak. Een aantal van de bij de bijzetting in Delft aanwezige prinsen droegen de Orde van de Gouden Ark aan een lint om de hals.
Een aantal orden wordt nu in het Museum van de Kanselarij van de Nederlandse Ridderorden in Paleis het Loo tentoongesteld. Andere versierselen worden in het Koninklijk Huisarchief bewaard. Een groot aantal onderscheidingen, waaronder die van de Deense Orde van de Olifant, moest worden teruggestuurd aan de kanselarijen.
Wilhelm II van Duitsland ·
Manfred von Richthofen ·
maarschalk Stalin ·
Hermann Göring ·
maarschalk Tito ·
koningin Juliana der Nederlanden ·
prins Bernhard der Nederlanden ·
Elizabeth II ·
koning Boudewijn der Belgen ·
prinses Beatrix der Nederlanden ·
prinses Margriet der Nederlanden ·
koning Willem-Alexander der Nederlanden ·
Prins Hendrik der Nederlanden

Zie ook: Ridderorde